# Poecilochroa devendrai
Poecilochroa devendrai är en spindelart som beskrevs av Gajbe och Daya Rane 1985. Poecilochroa devendrai ingår i släktet Poecilochroa och familjen plattbuksspindlar. Inga underarter finns listade i Catalogue of Life.